# 科尔特岛
科尔特岛，法罗群岛岛屿，位于斯特勒姆岛西南方，海斯特岛西北方。该岛的法罗语原名意思是“马驹”，而其东南方较大一点的岛屿海斯特岛原名的意思是“马”。总面积2.5平方公里。岛上只有一个定居点，在1980年代时在岛南部放羊的农户撤离了该岛。1994年以来曾有两人回去定居。但在2021年1月时岛上无常住人口。岛上有两座山峰，海拔高度分别为478米和101米。

## 交通
大西洋航空常年开通定期飞往此岛的直升机航线。夏季时也有从斯特勒姆岛西南海岸的一个港口及托尔斯港到此的轮渡。

## 重点鸟区
科尔特岛的大部分海岸线被國際鳥盟列为重点鸟区。海岸线为很多海鸟的繁殖地方，特别是北极海鹦（20,000对）、European storm petrel（5,000对）及Black guillemot（50对）。

## 图集

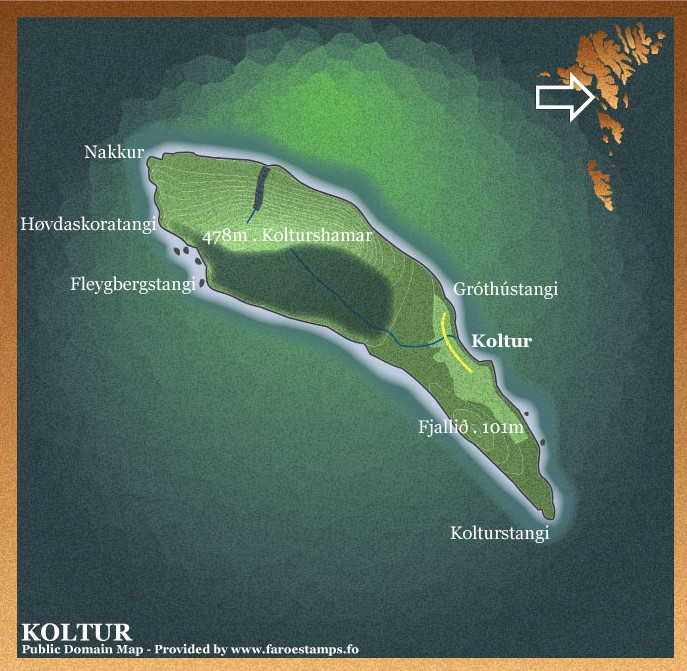
科尔特岛地图
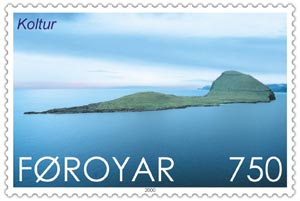
邮票上的科尔特岛
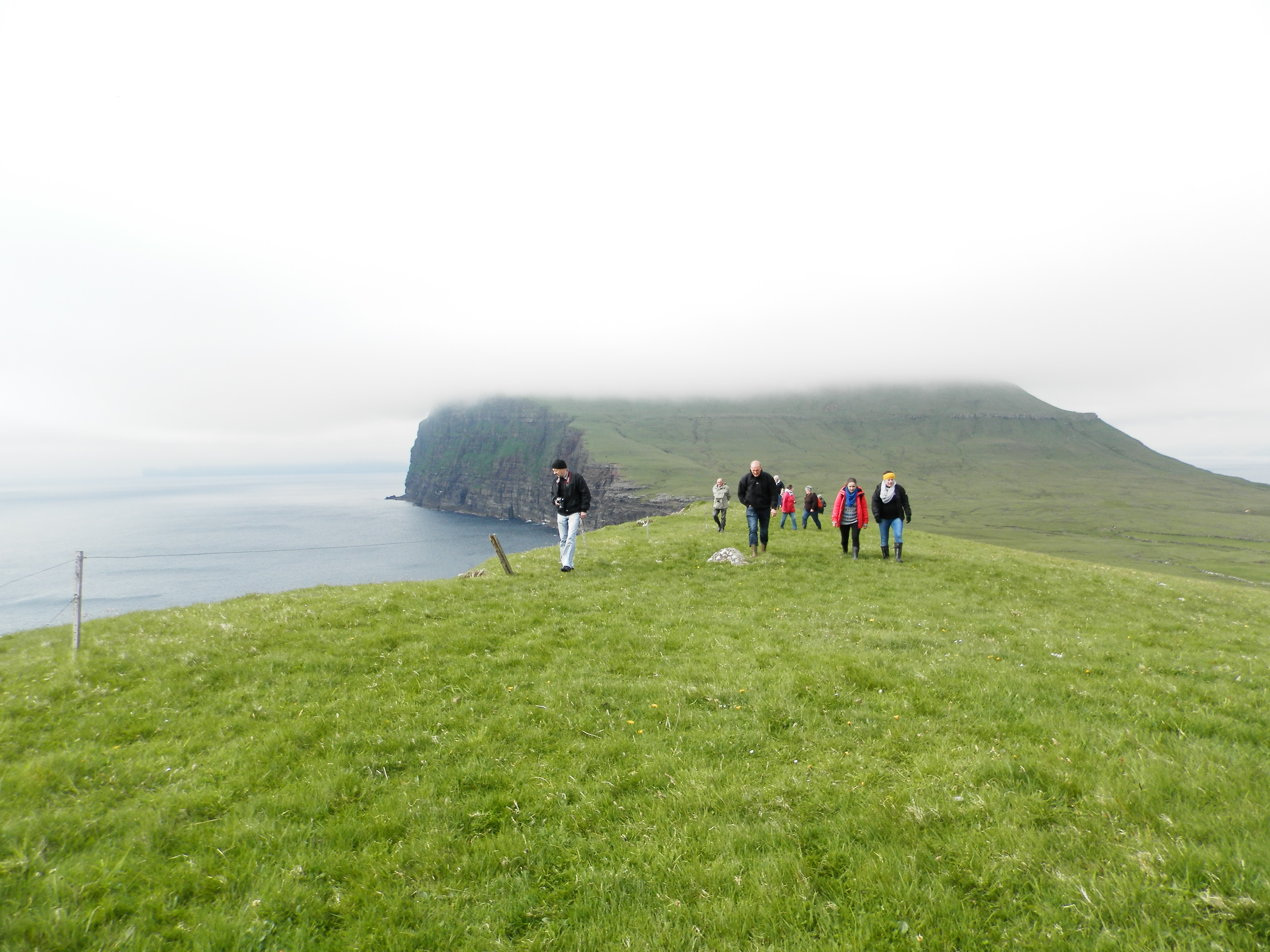
在科尔特岛上往北看
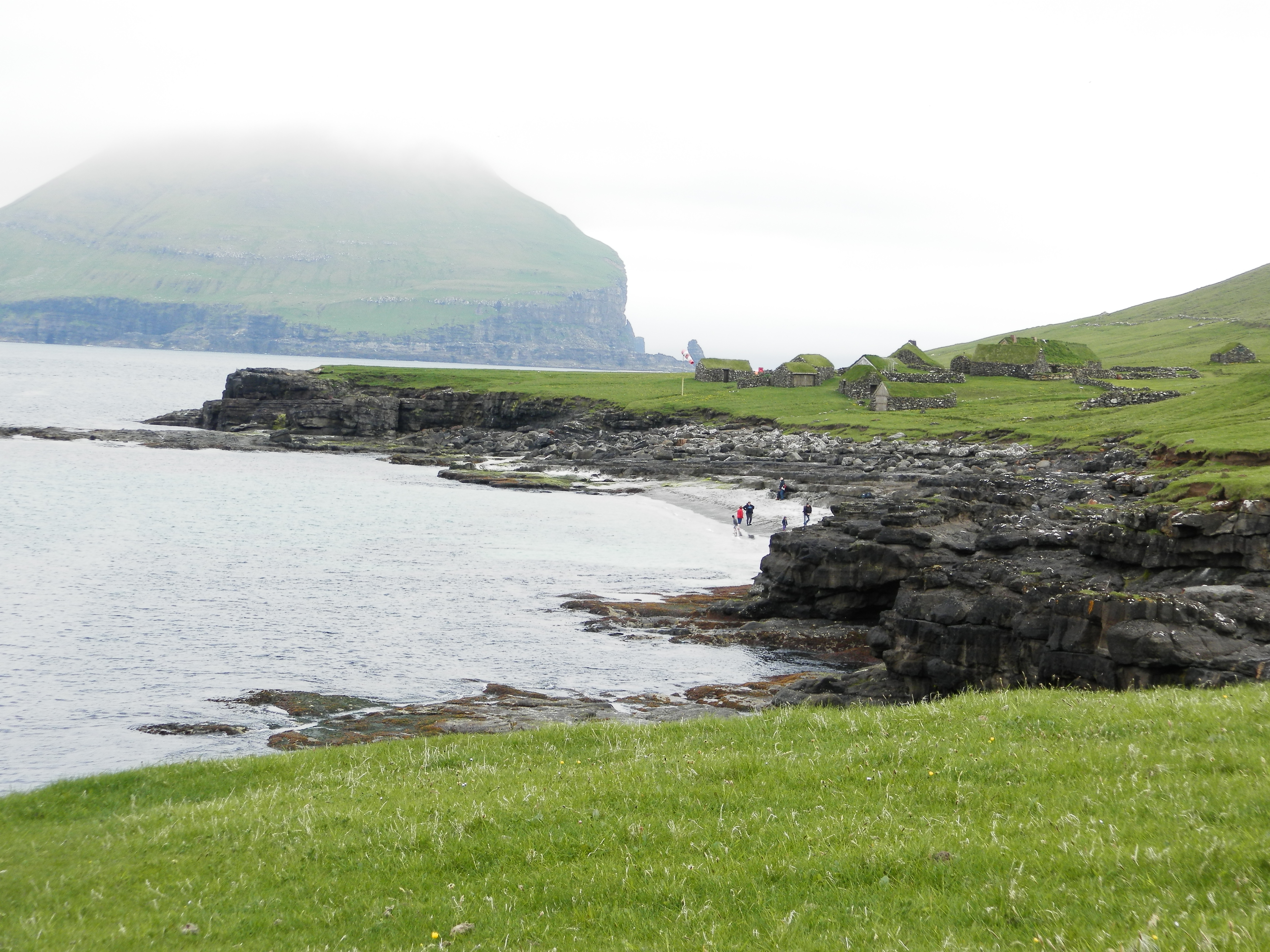
科尔特岛东岸的房屋